# 弱刺棘胎鳚
弱刺棘胎鳚（學名：Acanthemblemaria exilispinus），為輻鰭魚綱鳚形目煙管鳚科棘胎鳚屬的一種，分布於中太平洋東部哥斯大黎加至厄瓜多海域，深度1至5公尺，本魚體延長、頭短鈍，頭棘發育不全，在額骨上呈兩塊三角形斑塊，眼睛後面的頭頂光滑或有鋸齒，但無刺，鼻孔及眼上方有觸鬚，口腔頂部側面有多排發育良好的牙齒，無側線、無鱗片，頭部呈褐色，下半部有許多小白點，身上半部褐色，下半部淡黃色，密佈白色斑點，身體側面中央有一排深褐色斑點，身體上半部有小的白色斑點，體長可達5.5公分，棲息在水淺的岩礁區，通常躲在管蟲空巢穴，以小型無脊椎動物為食，雌魚產附著性卵，由雄魚守護魚卵，生活習性不明。